# Maria Herz

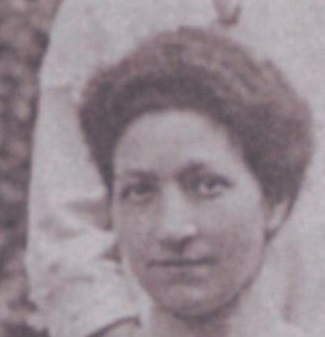
Maria Herz 1914

Maria Herz, geb. Bing (* 19. August 1878 in Köln; † 22. Oktober 1950 in New York City), auch Albert Maria Herz oder A. Maria Herz, war eine deutsche Komponistin und Pianistin.

## Biographie
Geboren als jüngstes von drei Geschwistern wuchs Maria (Mariechen) Bing mit ihren älteren Brüdern Moritz und Hugo in einer bekannten jüdischen Kölner Textilhändlerfamilie auf. Ihre musikalische Ausbildung erhielt sie beim Pianisten Max von Pauer (1866–1945) und Josef Schwartz (1848–1933), Violinlehrer am Conservatorium für Musik in Köln, Komponist und Dirigent des Kölner Männergesangvereins. Am 21. März 1901 heiratete sie in Köln Albert Herz (1872–1920). Das Ehepaar ließ sich in England nieder, wohin Herz wegen des starken Antisemitismus in Deutschland Ende des 19. Jahrhunderts ausgewandert war. Die Eheleute bekamen vier Kinder: Herbert (1902–1979), Robert (1903–1996), Nora (1906–1999) und Marga (1910–1976).
In den folgenden Jahren veranstaltete Maria Herz in der Grafschaft Yorkshire zahlreiche Konzerte und hatte in Bradford Unterricht in Harmonie- und Kompositionslehre bei Arthur E. Grimshaw (1864–1913), welcher 1910 ein Streichquartett mit dem Titel Variations on a theme by Mrs Herz komponierte. Sie wirkte als Konzert-Organisatorin, trat in zahlreichen Konzerten als Pianistin auf, stellte Komponisten und deren Werke vor und brachte erste eigene Kompositionen zur Aufführung.
1914 nahm die ganze sechsköpfige Familie in Deutschland an der Hochzeit eines jüngeren Bruders von Albert Herz, Julius Herz (1875–1960), teil, als der Erste Weltkrieg ausbrach. Dies zwang die Familie, in Köln zu bleiben. Albert Herz wurde in die deutsche Armee einberufen und musste während der ganzen Kriegsdauer als Chemiker Dienst leisten. Dadurch wurden die musikalischen Aktivitäten von Maria massiv reduziert oder gar verunmöglicht. Durch den frühen Tod von Albert während der Grippeepidemie im Jahre 1920 war Maria mit ihren halbwüchsigen Kindern sehr gefordert. Trotzdem folgte die Wiederaufnahme des Musikstudiums bei August von Othegraven (1864–1946), Hermann Hans Wetzler (1870–1943) und hauptsächlich Philipp Jarnach (1892–1982). Zu Ehren ihres verstorbenen Gatten, aber wohl auch aus praktischen Gründen (Komponistinnen wurden in dieser Zeit noch kaum ernst genommen), signierte sie ihre Kompositionen fortan mit dem Künstlernamen Albert Maria Herz.
Die Zeit von 1920 bis 1935 war ihre fruchtbarste Schaffensperiode, in der ein beachtliches kompositorisches Œuvre entstand. Maria Herz pflegte regen Austausch mit vielen führenden Musikern jener Epoche. Zu ihrem Bekanntenkreis zählten das Budapest String Quartett, das Quartetto di Roma, die Sängerin Ilona Durigo, der Bariton Hermann Schey, die Cellisten Gregor Piatigorsky, Emanuel Feuermann und Gaspar Cassadó sowie die Dirigenten Hermann Abendroth, Otto Klemperer, Peter Raabe, Hans Rosbaud u. v. a. m.
Ihre Werkliste enthält zahlreiche Lieder für Singstimme und Klavier (einige Zyklen wurden orchestriert), Kammermusik, Solokonzerte für Klavier und Violoncello sowie Chor- und Orchesterwerke. Diese sprechen eine eigene, authentische Sprache, bewegen sich stilistisch zwischen Spätromantik und früher Moderne und stellen an die Interpreten teilweise hohe Anforderungen. Nach der Machtübernahme der Nationalsozialisten 1933 erhielten jüdische Komponisten Aufführungsverbot. Die Nazis zwangen die Familie, Deutschland zu verlassen, und so lebte sie zusammen mit ihrem jüngeren Sohn Robert während gut zehn Jahren in England. Hier verfasste sie Vorträge über Komponisten verschiedener Länder und Perioden. Nach dem Krieg wanderte sie mit ihrem Sohn Robert zu ihren Töchtern in die USA aus, wo sie im Jahre 1950 nach kurzer schwerer Krankheit in New York verstarb und in Springfield (New Jersey) bestattet wurde.
Lediglich fünf Lieder (1910, Stainer & Bell) und ihre Bearbeitung für Streichquartett der Bach’schen Chaconne (1927, Simrock Nr. 774a, b) wurden zu ihren Lebzeiten veröffentlicht; ihre übrigen Kompositionen sind als Manuskripte erhalten.
Der Nachlass von Maria Herz befindet sich seit Oktober 2015 in den Nachlasssammlungen der Musikabteilung der Zentralbibliothek Zürich.

## Kompositionen (Auswahl)
- op. 1 Variations on Chopin’s Prélude op. 28 No 20 – 11 Variationen für Klavier
- op. 2 12 (Valses) Ländler für Klavier
- op. 4 Konzert für Klavier und Orchester
- op. 5 Fünf kleine Stücke für Streichquartett
- op. 6 Streichquartett h-Moll
- op. 7 Sonata in C Minor für Violine – Pianoforte (1909)
- op. 8 Vier kurze Orchesterstücke für großes Orchester (1929)[5][6]
- op. 9 Rundfunkmusik für 8 Instrumente[7][8][9]
- op. 10 Konzert für Violoncello und Orchester
- op. 11 Chor-Phantasie für gemischten Chor, Sopransolo und Orchester
- op. 13 Suite for Orchestra
- op. 14 Sieben Erzählungen mit obligater Musik aus „Bilderbuch ohne Bilder“ von Hans Christian Andersen
- op. 15 Concerto for Harpsichord (or Piano) and String Orchestra (Feb. 1935)
- Streichquartett-Bearbeitung der Chaconne für Violine solo von J. S. Bach[10]
- Klaviersonate f-Moll
- Two Songs. 1. Pippa passes (Pippa's Lied. Words by R. Browning) 2. Spring is coming (Der Lenz ist gekommen); London: Stainer& Bell, (1910)
- Two Songs. 1. The Fair Maid. (Die schöne Maid.) 2. Shadow March. (Schatten-Marsch. Words by R. L. Stevenson.); London: Stainer& Bell, (1910)
- La Fileuse. Words by J. Fane; London: Stainer& Bell, (1910)
- Drei Lieder für Bariton und Orchester[11]

## Nachlass
- Personennachlässe-ZBcollections-Zentralbibliothek Zürich-Herz, Maria (1878–1950)

## Diskographie
- Konzert für Klavier und Orchester op. 4 • Vier kurze Orchesterstücke op. 8 • Konzert für Violoncello und Orchester op. 10 • Orchestersuite op. 13; mit Oliver Triendl (Klavier), Konstanze von Gutzeit (Violoncello), Rundfunk-Sinfonieorchester Berlin unter der Leitung von Christiane Silber – Capriccio 2024
- Rediscovering Maria Herz; Aude St-Pierre (Klavier) – GENUIN 2024 [Weltersteinspielungen aller nummerierten Klavierwerke][12]

## Hörbeispiele
- CD Sterne steigen dort... | Asasello-Quartett, E-MEX-Ensemble, Christiane Oelze auf YouTube
- CD Herz: Orchestral Works | Oliver Triendl, Rundfunk-Sinfonieorchester Berlin, Christiane Silber, Konstanze von Gutzeit auf YouTube
- Playlist Maria Herz (1878–1950) auf YouTube
- Maria Herz (1878–1950) - Konzert für Klavier und Orchester op. 4 auf YouTube
- Ansprache Albert Herz auf YouTube
- Concerto for Harpsichord (Piano) and String Orchestra with Flute op. 15 (1935), Uraufführung 18. Oktober 2020, Konservatorium Zürich